# Campeonato Mundial de Atletismo de 2022 - 200 m feminino
A competição dos 200 metros feminino no Campeonato Mundial de Atletismo de 2022 foi realizada no estádio Hayward Field, em Eugene, nos Estados Unidos, entre os dias 18 a 21 de julho de 2022.

## Recordes
Antes da competição, os recordes eram os seguintes:
| Recorde mundial                               | Florence Griffith-Joyner (USA) | 21.34 | Seul, Coreia do Sul | 29 de setembro de 1988 |
| Recorde do campeonato                         | Dafne Schippers (NED)          | 21.63 | Pequim, China       | 28 de agosto de 2015   |
| Melhor marca do ano                           | Shericka Jackson (JAM)         | 21.55 | Kingston , Jamaica  | 26 de junho de 2022    |
| Recorde da África                             | Christine Mboma (NAM)          | 21.78 | Zurique, Suíça      | 9 de setembro de 2021  |
| Recorde da Ásia                               | Li Xuemei (CHN)                | 22.01 | Xangai, China       | 24 de março de 2018    |
| Recorde da América do Norte, Central e Caribe | Florence Griffith-Joyner (USA) | 21.34 | Seul, Coreia do Sul | 29 de setembro de 1988 |
| Recorde da América do Sul                     | Ana Cláudia Lemos (BRA)        | 22.48 | São Paulo, Brasil   | 6 de agosto de 2011    |
| Recorde da Europa                             | Dafne Schippers (NED)          | 21.63 | Pequim, China       | 28 de agosto de 2015   |
| Recorde da Oceania                            | Melinda Gainsford-Taylor (AUS) | 22.23 | Estugarda, Alemanha | 13 de julho de 1997    |

Os seguintes recordes mundiais ou olímpicos foram estabelecidos durante esta competição:
| Data        | Evento     | Atleta                      | Tempo | Notas                 |
| ----------- | ---------- | --------------------------- | ----- | --------------------- |
| 19 de julho | Semifinais | Vitoria Cristina Rosa (BRA) | 22.47 | Recorde sul-americano |
| 21 de julho | Final      | Shericka Jackson (JAM)      | 21.45 | Recorde do campeonato |

## Medalhistas
| Ouro                   | Prata                         | Bronze                 |
| Shericka Jackson (JAM) | Shelly-Ann Fraser-Pryce (JAM) | Dina Asher-Smith (GBR) |

## Tempo de qualificação
| Tempo de qualificação |
| --------------------- |
| 22.80                 |

## Calendário
| Data        | Horário | Fase          |
| ----------- | ------- | ------------- |
| 18 de julho | 18:00   | Eliminatórias |
| 19 de julho | 18:05   | Semifinais    |
| 21 de julho | 19:35   | Final         |

Todos os horários estão no horário local (UTC-7)

## Resultados

### Eliminatórias
Qualificação: Os três primeiros de cada bateria (Q) e os seis melhores tempos (q) das eliminatórias. 

Vento:

Bateria 1: +2.5 m/s, Bateria 2: -0.2 m/s, Bateria 3: +1.1 m/s, Bateria 4: +0.4 m/s, Bateria 5: +0.9 m/s, Bateria 6: +1.9 m/s
| Pos. | Bateria | Atleta                  | Nacionalidade            | Tempo   | Notas                |
| ---- | ------- | ----------------------- | ------------------------ | ------- | -------------------- |
| 1    | 3       | Aminatou Seyni          | Níger                    | 21.98   | Q,                   |
| 2    | 6       | Favour Ofili            | Nigéria                  | 22.24   | Q                    |
| 3    | 5       | Abby Steiner            | Estados Unidos           | 22.26   | Q                    |
| 4    | 3       | Shelly-Ann Fraser-Pryce | Jamaica                  | 22.26   | Q                    |
| 5    | 4       | Tamara Clark            | Estados Unidos           | 22.27   | Q                    |
| 6    | 2       | Beatrice Masilingi      | Namíbia                  | 22.27   | Q,                   |
| 7    | 1       | Shericka Jackson        | Jamaica                  | 22.33   | Q                    |
| 8    | 5       | Mujinga Kambundji       | Suíça                    | 22.34   | Q                    |
| 9    | 6       | Jenna Prandini          | Estados Unidos           | 22.38   | Q                    |
| 10   | 2       | Elaine Thompson-Herah   | Jamaica                  | 22.41   | Q                    |
| 11   | 4       | Dina Asher-Smith        | Grã-Bretanha             | 22.56   | Q                    |
| 12   | 1       | Anahí Suárez            | Equador                  | 22.56   | Q                    |
| 13   | 4       | Tynia Gaither           | Bahamas                  | 22.61   | Q                    |
| 14   | 5       | Nzubechi Grace Nwokocha | Nigéria                  | 22.61   | Q                    |
| 15   | 1       | Dalia Kaddari           | Itália                   | 22.75   | Q                    |
| 16   | 4       | Gina Bass               | Gâmbia                   | 22.78   | q,                   |
| 17   | 3       | Vitoria Cristina Rosa   | Brasil                   | 22.84   | Q                    |
| 18   | 2       | Ida Karstoft            | Dinamarca                | 22.85   | Q                    |
| 19   | 1       | Jessica-Bianca Wessolly | Alemanha                 | 22.87   | q                    |
| 20   | 4       | Jessika Gbai            | Costa do Marfim          | 22.89   | q                    |
| 21   | 1       | Rosemary Chukwuma       | Nigéria                  | 22.93   | q                    |
| 22   | 1       | Edidiong Odiong         | Bahrein                  | 22.98   | q                    |
| 23   | 2       | Joella Lloyd            | Antilhas Holandesas      | 22.99   | q                    |
| 24   | 3       | Beth Dobbin             | Grã-Bretanha             | 23.04   |                      |
| 25   | 5       | Lauren Gale             | Canadá                   | 23.08   |                      |
| 26   | 6       | Jacinta Beecher         | Austrália                | 23.22   | Q                    |
| 27   | 6       | Olivia Fotopoulou       | Chipre                   | 23.25   |                      |
| 28   | 2       | Sophia Junk             | Alemanha                 | 23.27   | Recorde da temporada |
| 29   | 5       | Ella Connolly           | Austrália                | 23.27   |                      |
| 30   | 3       | Imke Vervaet            | Bélgica                  | 23.28   |                      |
| 31   | 5       | Maboundou Koné          | Costa do Marfim          | 23.32   |                      |
| 32   | 6       | Catherine Léger         | Canadá                   | 23.35   |                      |
| 33   | 2       | Lorène Bazolo           | Portugal                 | 23.41   |                      |
| 34   | 4       | Ana Carolina Azevedo    | Brasil                   | 23.45   |                      |
| 35   | 6       | Georgia Hulls           | Nova Zelândia            | 23.46   |                      |
| 36   | 4       | Shirley Nekhubui        | África do Sul            | 23.46   |                      |
| 37   | 1       | Olga Safronova          | Cazaquistão              | 23.50   |                      |
| 38   | 2       | Anniina Kortetmaa       | Finlândia                | 23.51   |                      |
| 39   | 3       | Veronica Shanti Pereira | Singapura                | 23.53   |                      |
| 40   | 3       | Elisabeth Slettum       | Noruega                  | 23.55   |                      |
| 41   | 2       | Lorraine Martins        | Brasil                   | 23.60   |                      |
| 42   | 5       | Beyonce Defreitas       | Ilhas Virgens Britânicas | 23.81   |                      |
| 43   | 6       | Hanna Barakat           | Palestina                | 26.33   | Recorde nacional     |
| 44   | 6       | Anthonique Strachan     | Bahamas                  | 1:50.06 |                      |
|      | 3       | Marie-Josée Ta Lou      | Costa do Marfim          |         | DNS                  |

### Semifinais
Qualificação: Os dois primeiros de cada bateria (Q) e os dois melhores tempos (q) das semifinais.
Vento:

Bateria 1: +2.0 m/s, Bateria 2: +1.4 m/s, Bateria 3: -0.1 m/s
| Pos. | Bateria | Atleta                  | Nacionalidade       | Tempo | Notas                 |
| ---- | ------- | ----------------------- | ------------------- | ----- | --------------------- |
| 1    | 1       | Shericka Jackson        | Jamaica             | 21.67 | Q                     |
| 2    | 3       | Shelly-Ann Fraser-Pryce | Jamaica             | 21.82 | Q,                    |
| 3    | 2       | Tamara Clark            | Estados Unidos      | 21.95 | Q                     |
| 4    | 2       | Dina Asher-Smith        | Grã-Bretanha        | 21.96 | Q,                    |
| 5    | 2       | Elaine Thompson-Herah   | Jamaica             | 21.97 | q,                    |
| 6    | 1       | Aminatou Seyni          | Níger               | 22.04 | Q                     |
| 7    | 1       | Mujinga Kambundji       | Suíça               | 22.05 | q,                    |
| 8    | 1       | Jenna Prandini          | Estados Unidos      | 22.08 |                       |
| 9    | 3       | Abby Steiner            | Estados Unidos      | 22.15 | Q                     |
| 10   | 3       | Favour Ofili            | Nigéria             | 22.30 |                       |
| 11   | 1       | Tynia Gaither           | Bahamas             | 22.41 | Recorde pessoal       |
| 12   | 2       | Vitoria Cristina Rosa   | Brasil              | 22.47 | Recorde sul-americano |
| 13   | 2       | Nzubechi Grace Nwokocha | Nigéria             | 22.49 |                       |
| 14   | 1       | Gina Bass               | Gâmbia              | 22.71 | Recorde da temporada  |
| 15   | 1       | Rosemary Chukwuma       | Nigéria             | 22.72 |                       |
| 16   | 3       | Anahí Suárez            | Equador             | 22.74 | Recorde nacional      |
| 17   | 3       | Ida Karstoft            | Dinamarca           | 22.84 |                       |
| 18   | 2       | Jessika Gbai            | Costa do Marfim     | 22.84 |                       |
| 19   | 3       | Dalia Kaddari           | Itália              | 22.86 |                       |
| 20   | 1       | Jacinta Beecher         | Austrália           | 23.14 |                       |
| 21   | 2       | Edidiong Odiong         | Bahrein             | 23.31 |                       |
| 22   | 3       | Jessica-Bianca Wessolly | Alemanha            | 23.33 |                       |
| 23   | 3       | Joella Lloyd            | Antilhas Holandesas | 23.38 |                       |
| 24   | 2       | Beatrice Masilingi      | Namíbia             | 24.78 |                       |

### Final
A final ocorreu dia 21 de julho às 19:35.
Vento: +0.6 m/s
| Pos.              | Atleta                  | Nacionalidade  | Tempo | Notas                |
| ----------------- | ----------------------- | -------------- | ----- | -------------------- |
| Medalha de ouro   | Shericka Jackson        | Jamaica        | 21.45 | ,                    |
| Medalha de prata  | Shelly-Ann Fraser-Pryce | Jamaica        | 21.81 | Recorde da temporada |
| Medalha de bronze | Dina Asher-Smith        | Grã-Bretanha   | 22.02 |                      |
| 4                 | Aminatou Seyni          | Níger          | 22.12 |                      |
| 5                 | Abby Steiner            | Estados Unidos | 22.26 |                      |
| 6                 | Tamara Clark            | Estados Unidos | 22.32 |                      |
| 7                 | Elaine Thompson-Herah   | Jamaica        | 22.39 |                      |
| 8                 | Mujinga Kambundji       | Suíça          | 22.55 |                      |

Legenda
| Recorde mundial       | Recorde mundial (World record)               |                       | Recorde africano                      | Recorde africano (African) |                                           | Q | Classificado por posição (Qualified) |
| Recorde do campeonato | Recorde do campeonato (Championship record)  | Recorde da América    | Recorde da América (Americas)         | q                          | Classificado por melhor tempo (Qualified) |   |                                      |
| Melhor marca do ano   | Melhor marca do ano (World leading)          | Recorde asiático      | Recorde asiático (Asian)              | DNS                        | Não largou (Did not start)                |   |                                      |
| Recorde nacional      | Recorde nacional (National record)           | Recorde europeu       | Recorde europeu (European)            | DNF                        | Não terminou (Did not finish)             |   |                                      |
| Recorde pessoal       | Recorde pessoal do atleta (Personal best)    | Recorde da Oceania    | Recorde da Oceania (Oceania)          | DSQ / DQ                   | Desclassificado (Disqualified)            |   |                                      |
| Recorde da temporada  | Recorde da temporada do atleta (Season best) | Recorde sul-americano | Recorde sul-americano (South America) | NM                         | Sem marca (No mark)                       |   |                                      |